# Azazel (Asimov)
Azazel es un personaje creado por Isaac Asimov y que apareció por primera vez en una serie de cuentos de fantasía. En las novelas de Asimov, el escritor lo describe como un demonio (o extraterrestre) de dos centímetros de alto.
Algunas de estas historias fueron recogidas en la colección de cuentos Azazel, publicada por primera vez en 1988. La narrativa es en forma de conversaciones entre un escritor, sin nombre (a quien Asimov identifica en la introducción de la colección como él mismo), y un amigo perezoso llamado George (nombrado en El demonio de dos centímetros como Bitternut George). En estas reuniones, George dice cómo él es capaz de evocar a Azazel y relata sus aventuras juntos.
"Getting Even" (1980) fue el primer cuento en el que aparece Azazel.

## Cuentos de la serieAzazel
- "Getting Even" (1980), también de la serie Union Club Mysteries
- "Una noche de canto" ("One Night of Song") (1982)
- "El sordo rumor" ("The Dim Rumble") (1982)
- "La sonrisa que pierde" ("The Smile That Loses") (1982)
- "Al vencedor" ("To the Victor") (1982)
- "Salvando a la humanidad" ("Saving Humanity") (1983)
- "Una cuestión de principios" ("A Matter of Principle") (1984)
- "Deslizarse sobre la nieve" ("Dashing Through the Snow") (1984)
- "El mal que hace la bebida" ("The Evil Drink Does") (1984)
- "Tiempo para escribir" ("Writing Time") (1984)
- "Viaja más rápido", o "El viajero más rápido" ("He Travels the Fastest") (1985)
- "La lógica es la lógica" ("Logic Is Logic") (1985)
- "Más cosas en el Cielo y en la Tierra", o "Hay más cosas en el Cielo y en la Tierra" ("More Things in Heaven and Earth") (1986)
- "Los ojos del que mira, El ojo del observador" ("The Eye of the Beholder") (1986)
- "La estructura de la mente" ("The Mind's Construction") (1986)
- "Galatea" (1987)
- "Las peleas de primavera" ("The Fights of Spring") (1987)
- "Vuelo de fantasía" ("Flight of Fancy") (1988)
- "Adoro a mi gatita" ("I Love Little Pussy") (1988)
- "El demonio de dos centímetros" ("The Two-Centimeter Demon") (1988)
- "The Mad Scientist" (1989)
- "To Your Health" (1989)
- "The Time Traveler" (1990)
- "Wine Is a Mocker" (1990)
- "Baby, It's Cold Outside" (1991)
- "It's a Job" (1991)
- "Críticos en la hoguera" ("The Critic on the Hearth") (1992)
- "Marcha contra el enemigo" ("March Against the Foe") (1994)